# Capitão Patico
Capitão Patico MacPatinhas é um personagem fictício do Universo Disney. Faz parte da Família Pato, e é tio do Tio Patinhas.
Foi mencionado na história "The Great Steamboat Race" de Carl Barks e depois apareceu em algumas histórias de Don Rosa.
Nasceu em Glasgow, Escócia em 1829 , filho de Chico Mac Patinhas e Molly Mallard. Tem dois irmãos mais novos, Fergus MacPatinhas e Nicolau Patusco.

## História
O Capitão Patico imigrou aos Estados Unidos durante a década de 1840. Em 1850 ele trabalhava como camareiro em um barco no Rio Mississipi quando ele afundou. Ele foi o único sobrevivente e continuou a trabalhar em barcos no Mississipi até que comprou seu próprio em 1861, chamado "Cotton Queen". Na época da Guerra Civil Americana (1861-1865) tornou-se um barqueiro com muito sucesso. Logo depois, ao fim da guerra em 1865, ele e seu companheiro Porker Hogg tornaram-se co-proprietários de "Cornpone Gables", um terreno de uma plantação sulista que tinha ido à falência. Os dois brigaram e não conseguiram resolver suas diferenças, daí decidiram fazer uma corrida de barcos em 1870 a fim de decidir quem seria o proprietário da mansão. Os dois barcos afundaram. Porker tinha mais dois barcos mas Patico passou os próximos 10 anos como jogador profissional de baralho.
Em 1880, em um jogo de pôquer com Porker, Patico ganhou os direitos de um dos barcos de seu rival, chamado de "Dilly Dollar". Porker logo perdeu seu outro barco para o Pirata Metralha e seus filhos, a primeira geração dos Irmãos Metralha, uma família de foras da lei. Patico contratou seu sobrinho Tio Patinhas e um inventor barato chamado Mestre Pardal (avô do Professor Pardal) como sua tripulação. O negócio não ia bem e Patico decidiu se aposentar em 1882. Ele deixou o barco ao seu sobrinho e se fixou em Nova Orleans.
Tornou-se um escritor de uma série romances baratos com o título de "Mestre do Mississipi", baseada em uma descrição extremamente exagerada de sua vida. Seus romances tornaram-se muito populares e a fim de conseguir mais material começou a viajar por todos o país. Na história "The Vigilante of Pizen Bluff" de Don Rosa, é visto no Oeste Selvagem de Buffalo Bill. Após o dinheiro do show ser roubado pela Quadrilha dos Dalton, Patico vai junto com Bill, Patinhas, P. T. Barnum, Annie Oakley e Gerônimo prender os bandidos.
A data exata da morte de Patico é desconhecida.
Em 1955, o sobrinho de Porker, Horseshoe Hogg e o Tio Patinhas trouxeram os barcos de seus antepassados de volta a fim de terminar a corrida por Cornpole Gables. Patinhas ganhou, somente para descobrir que depois de 85 anos, a mansão estava tão frágil que foi acidentalmente destruída por um espirro.
Um personagem baseado em Patico aparece no episódio "A Moedinha Número Um" de DuckTales (1987). Nesse episódio ele é chamado de "Peixe-Gato".

## Nomes em outros idiomas
- Alemão: Diethelm Duck
- Dinamarquês: Annibal von And
- Finlandês: Angus "Hiidenkirnu" MacAnkka
- Francês: John Picsou
- Grego: Άνγκους "Μπουνάτσας" Μακ Ντακ
- Holandês: Angus McDuck
- Inglês: Angus McDuck
- Italiano: Angus "manibuche" de Paperoni
- Norueguês: Angus McDuck
- Polonês: Angus McKwacz
- Sueco: Angus von Anka